# Стоп, любопытство!
«Стоп, любопытство!» — восьмой студийный альбом российской певицы Анжелики Варум, выпущенный в апреле 2002 года на лейбле Varum Records Company (дистрибьютор — CD Land). Продюсером выступил отец певицы Юрий Варум.

## Отзывы критиков
По мнению Владимира Борового из InterMedia, такую музыку обязательно надо делать, причем как можно больше. Однако он отметил, что откровенно вторичного и проходного в альбоме — слишком много для того уровня, на какой замахнулась Варум. Он отметил, что насколько отлично выходит у певицы бормотать нежным голоском медляки и электронные босса-новы про любовь, настолько же блекло у нее выходит петь всякие диско-хаусовые боевики. Главной удачей альбома он назвал «Будешь рядом ты».

## Список композиций
| №                   | Название                             | Текст песни          | Музыка                           | Длительность |
| ------------------- | ------------------------------------ | -------------------- | -------------------------------- | ------------ |
| 1.                  | «Будешь рядом ты»                    | Дмитрий Романенко    | Виктория Андреева                | 3:10         |
| 2.                  | «Летние огни»                        | Сергей Плигин        | Сергей Плигин                    | 3:46         |
| 3.                  | «Зимние сны»                         | Сергей Плигин        | Сергей Плигин                    | 3:28         |
| 4.                  | «Ты не спросил»                      | Альберт Федосеев     | Альберт Федосеев                 | 3:37         |
| 5.                  | «Ла-Ла-Лай»                          | Карен Кавалерян      | Владимир Пресняков мл.           | 3:37         |
| 6.                  | «Лао»                                | Андрей Мисаилов      | Андрей Мисаилов, Мария Максимова | 3:27         |
| 7.                  | «DJ»                                 | Константин Арсенев   | Андрей Мисаилов, Мария Максимова | 3:32         |
| 8.                  | «Если ты когда-нибудь меня простишь» | Леонид Агутин        | Леонид Агутин                    | 4:04         |
| 9.                  | «Баечка»                             | Дмитрий Романенко    | Виктория Андреева                | 2:23         |
| 10.                 | «Стоп, любопытство!»                 | Константин Арсенев   | Андрей Мисаилов, Мария Максимова | 3:21         |
| 11.                 | «В другом измерении»                 | Кирилл Крастошевский | Юрий Варум                       | 4:50         |
| 12.                 | «До свидания, лето»                  | Леонид Агутин        | Леонид Агутин                    | 4:47         |
| Общая длительность: | Общая длительность:                  | Общая длительность:  | Общая длительность:              | 43:39        |

## Участники записи
- Анжелика Варум — вокал, бэк-вокал
- Леонид Агутин — вокал, бэк-вокал (6, 12)
- Альберт Федосеев — клавишные, аранжировщик, бэк-вокал, саунд-продюсер (1-3, 5-7, 10, 12)
- Анатолий Котов — гитара, бэк-вокал (3, 6)
- Андрей Звонков — гитара (7, 8)
- Пётр Дольский — бас-гитара (7, 8)
- Олег Тархов — бас-гитара (6)
- Константин Тарабрин — гитара, флейта (1)
- Игорь Хомич — гитара (2)
- Артур Газаров — барабаны, перкуссия (12)
- Виктор Романов — труба (3)
- Олег Масляков — труба, мелофон (3, 5)
- Олег Пронин — саксофон (3)
- Мария Максимова — бэк-вокал (7, 8)
- Светлана Беляева — бэк-вокал (1, 2)
- Игорь Лалетин — звукорежиссер, сведение, drum-программирование (1-6, 10-12)
- Олег Чечик — сведение, программирование (7-9)
- Андрей Мисаилов — аранжировщик, клавишные, бэк-вокал (7-9)
- Сергей Плигин — аранжировщик (1, 2)
- Андрей Субботин — мастеринг

## Награды
| Год  | Награда           | Работа                               | Результат | Ист.  |
| ---- | ----------------- | ------------------------------------ | --------- | ----- |
| 2002 | Золотой граммофон | «Если ты когда-нибудь меня простишь» | Победа    | [ 2 ] |